# Брайер, Энтони
Энтони Брайер (англ. Anthony Bryer) (1937 — 22 октября 2016) — английский учёный, профессор истории в Бирмингемском университете.

## Биография
Работы Энтони Брайера в основном посвящены Византии, Понту и Османской империи. Являлся стипендиатом в Афинском университете, Думбартон-Оксе и Мертон колледже в Оксфорде. Будучи специалистом в своей области Э. Брайер был одним из девяти консультантов 8-томной энциклопедии понтического эллинизма, выпущенной в 1988 году. Энтони Брайр был основателем и первым руководителем кафедры византийских, османских и современных греческих исследований в университете Бирмингема